# Associazione Calcio Marzotto 1962-1963
Questa pagina raccoglie le informazioni riguardanti l'Associazione Calcio Marzotto nelle competizioni ufficiali della stagione 1962-1963.

## Rosa
| N. |                   | Ruolo | Calciatore         |
| -- | ----------------- | ----- | ------------------ |
|    | Italia (bandiera) | A     | Umberto Amato      |
|    | Italia (bandiera) | A     | Giovanni Berlasso  |
|    | Italia (bandiera) | C     | Franco Carnevali   |
|    | Italia (bandiera) | C     | Francesco Casisa   |
|    | Italia (bandiera) | P     | Giorgio De Rossi   |
|    | Italia (bandiera) | P     | Vincenzo De Santis |
|    | Italia (bandiera) | C     | Luigi Donadello    |
|    | Italia (bandiera) | D     | Edoardo Ferrari    |
|    | Italia (bandiera) | D     | Franco Fusini      |
|    | Italia (bandiera) | D     | Giovanni Guderzo   |
|    | Italia (bandiera) |       | Luise              |

| N. |                   | Ruolo | Calciatore               |
| -- | ----------------- | ----- | ------------------------ |
|    | Italia (bandiera) | D     | Gian Battista Magaraggia |
|    | Italia (bandiera) | P     | Fausto Mezzanzanica      |
|    | Italia (bandiera) | C     | Bruno Nucini             |
|    | Italia (bandiera) | A     | Gianni Perli             |
|    | Italia (bandiera) | C     | Attilio Porra            |
|    | Italia (bandiera) | A     | Gian Pietro Sabadin      |
|    | Italia (bandiera) | C     | Neri Sacchiero           |
|    | Italia (bandiera) | C     | Francesco Salvador       |
|    | Italia (bandiera) | C     | Albano Timellero         |
|    | Italia (bandiera) | C     | Edoardo Zaggia           |
|    | Italia (bandiera) | A     | Gianluca Zamboni         |